# Stephanie Hickey
Stephanie Hickey (* 3. Juli 1985 in Melbourne) ist eine ehemalige australische Snowboarderin. Sie startete vorwiegend im Snowboardcross.

## Werdegang
Hickey trat international erstmals bei den Juniorenweltmeisterschaften 2002 in Rovaniemi in Erscheinung. Dort kam sie auf den 43. Platz im Parallel-Riesenslalom und auf den 42. Rang im Snowboardcross. In der Saison 2002/03 belegte sie bei den Snowboard-Weltmeisterschaften 2003 am Kreischberg den 55. Platz im Parallel-Riesenslalom, den 47. Rang im Parallelslalom sowie den 29. Platz im Snowboardcross und bei den Juniorenweltmeisterschaften 2003 in Prato Nevoso den 40. Platz im Parallel-Riesenslalom sowie den 29. Rang im Snowboardcross. In den folgenden Jahren fuhr sie bei den Juniorenweltmeisterschaften 2004 auf den 37. Platz im Parallel-Riesenslalom sowie auf den 17. Rang im Snowboardcross, bei den Snowboard-Weltmeisterschaften 2005 in Whistler auf den 34. Platz und bei den Juniorenweltmeisterschaften 2005 in Zermatt auf den 15. Rang im Snowboardcross. Zudem wurde sie in der Saison 2004/05 mit zwei Siegen Dritte in der Snowboardcross-Wertung des Nor-Am-Cups. Ihr Debüt im Snowboard-Weltcup gab sie im Dezember 2005 in Whistler, wobei sie die Plätze 36 und 32 errang. Nachdem sie zu Beginn der Saison 2008/09 mit zwei ersten Plätzen die Snowboardcross-Wertung des Australia New Zealand Cups gewonnen hatte, erreichte sie mit Platz 14 in Chapelco ihre beste Platzierung im Weltcup und zum Saisonende mit dem 30. Platz im Snowboardcross-Weltcup ihr bestes Gesamtergebnis. In der Saison 2009/10 belegte sie bei den Olympischen Winterspielen 2010 in Vancouver den 18. Platz und absolvierte in La Molina ihren 18. und damit letzten Weltcup, welchen sie auf dem 37. Platz beendete.

## Teilnahmen an Weltmeisterschaften und Olympischen Winterspielen

### Olympische Winterspiele
- 2010 Vancouver: 18. Platz Snowboardcross

### Snowboard-Weltmeisterschaften
- 2003 Kreischberg: 29. Platz Snowboardcross, 47. Platz Parallelslalom, 55. Platz Parallel-Riesenslalom
- 2005 Whistler: 34. Platz Snowboardcross

## Weltcup-Gesamtplatzierungen
| Saison  | Gesamt | Gesamt | Snowboardcross | Snowboardcross |
| Saison  | Punkte | Platz  | Punkte         | Platz          |
| ------- | ------ | ------ | -------------- | -------------- |
| 2005/06 | 44     | 178.   | 44             | 54.            |
| 2006/07 | 60     | 126.   | 60             | 33.            |
| 2008/09 | 516    | 93.    | 516            | 30.            |
| 2009/10 | 301    | 114.   | 301            | 32.            |